# Trinity River (Texas)
Der Trinity River (englisch für „Dreifaltigkeits-Fluss“) ist ein 1140 km langer Strom, der seinen Ursprung im Norden des US-Bundesstaats Texas hat, komplett in Texas liegt und in den Golf von Mexiko mündet.

## Ursprung und Verlauf
Der Trinity River bildet sich aus dem Zusammenfluss von West Fork und Elm Fork westlich von Dallas.
Der East Fork ist ein größerer linker Nebenfluss des Trinity River, während der Clear Fork in den West Fork mündet.
Der East Fork Trinity River entspringt im Grayson County und fließt nach 126 km im Südwesten des Kaufman Countys in den West Fork.
Der West Fork Trinity River, der im Süden des Archer Countys entspringt, fließt südöstlich und trifft nach 290 km auf den East Fork.
Der kürzeste Arm des Trinity River ist der Clear Fork Trinity River. Er entspringt im Nordwesten des Parker Countys und fließt zunächst südöstlich, dann nordöstlich und mündet nach insgesamt 72 km bei Fort Worth in den West Fork.
Der Elm Fork Trinity River entspringt im Osten des Montague Countys und fließt Richtung Südosten. Nach 137 km fließt er mit dem West Fork zusammen und bildet 1,6 km westlich des Stadtzentrums von Dallas den eigentlichen Trinity River, der von der Margaret Hunt Hill Bridge überquert wird. Ab hier fließt er 681 km Richtung Südosten, wo er in den Golf von Mexiko mündet.

## Name
Die Caddo-Indianer in Zentraltexas nannten den Fluss Arkikosa. Stämme in Küstennähe bezeichneten ihn als Daycoa.
Vermutlich war der spanische Entdecker Alonso De León 1690 der Erste, der den heutigen Namen benutzte. Er nannte den Strom „La Santisima Trinidad“ (deutsch: „Die heiligste Dreifaltigkeit“ bzw. englisch: „The Most Holy Trinity“). Seit dem 18. Jahrhundert wird der Name „Trinity“ einheitlich benutzt.